# Navalcán
Navalcán település Spanyolországban, Toledo tartományban. Navalcán Arenas de San Pedro, Parrillas és Oropesa községekkel határos. Lakosainak száma 1863 fő (2024).

## Népesség
A település népessége az utóbbi években az alábbiak szerint változott:
| Lakosok száma | 2231 | 2182 | 2312 | 2390 | 2358 | 2155 | 2080 | 1985 | 1888 | 1863 |
|               | 2001 | 2004 | 2007 | 2009 | 2012 | 2014 | 2017 | 2019 | 2022 | 2024 |